# 鮫島員規
鮫島 員規（さめじま かずのり、弘化2年5月10日（1845年6月14日）- 明治43年（1910年）10月14日）は、日本の海軍軍人。階級は海軍大将。勲等は勲一等。功級は功二級。爵位は男爵。

## 経歴
薩摩藩士、鮫島新左衛門の長男として鹿児島で生まれる。戊辰戦争に従軍し、明治4年（1871年）、海軍に入り少尉補任官、「龍驤」乗組。佐賀の乱、西南戦争に従軍。その後、参謀本部海軍部第2局長、装甲艦「金剛」艦長、装甲艦「扶桑」艦長を歴任。明治24年（1891年）、フランスに発注した軍艦「松島」の回航委員長、初代艦長となる。
さらに横須賀鎮守府参謀長、常備艦隊参謀長、海軍大学校長、横須賀鎮守府長官、常備艦隊司令長官などを歴任。日清戦争時には常備艦隊兼連合艦隊参謀長として黄海海戦に参加、日露戦争では佐世保鎮守府司令長官をつとめた。
明治38年（1905年）、海軍大将に進級。明治40年（1907年）2月14日、予備役に編入され、同年に男爵となった。
養嗣子鮫島具重は岩倉具視の孫で、太平洋戦争時はブーゲンビル島に駐留した海軍中将。娘は竹下勇海軍大将と結婚した。

## 人物
「寛厚の長者」と評され、部下に全てを任せる人物であった。日清戦争を目前に連合艦隊を編制した際、伊東祐亨司令長官と坪井航三第1遊撃隊司令官は、持論の単縦陣をはじめ、戦術や運用に関して壮絶な口論を繰り返していたが、参謀長である鮫島は仲裁や妥協案の提示などいっさいしなかった。そのため、一参謀に過ぎない島村速雄大尉が調整役を買わざるを得なかった。また、佐世保鎮守府司令長官時代にも、艦隊の補給や整備に忙殺される鎮守府の業務いっさいを坂本俊篤参謀長に任せ、のちに教育本部長として教育改革を成し遂げた坂本に実績を上げさせた一方、自らは労せず大将に昇進したと厳しく批判されている。

## 家族
- 養子：鮫島具重 - 海軍軍人。
- 娘婿：竹下勇 - 海軍軍人。

## 栄典・授章・授賞
位階
- 1886年（明治19年）7月8日 - 正六位[2]
- 1895年（明治28年）1月23日 - 正五位[3]
- 1897年（明治30年）10月30日 - 従四位[4]
- 1900年（明治33年）8月20日 - 正四位[5]
- 1903年（明治36年）9月30日 - 従三位[6]
- 1906年（明治39年）10月20日 - 正三位[7]
- 1910年（明治43年）10月14日 - 正二位[8]

爵位
- 1907年（明治40年）9月21日 - 男爵[9]

勲章等
| 受章年                     | 略綬 | 勲章名                 | 備考 |
| -------------------------- | ---- | ---------------------- | ---- |
| 1885年（明治18年）11月19日 |      | 勲四等旭日小綬章       |      |
| 1892年（明治25年）11月29日 |      | 勲三等瑞宝章           |      |
| 1895年（明治28年）8月20日  |      | 功三級金鵄勲章         |      |
| 1895年（明治28年）8月20日  |      | 旭日中綬章             |      |
| 1895年（明治28年）11月18日 |      | 明治二十七八年従軍記章 |      |
| 1897年（明治30年）11月25日 |      | 勲二等瑞宝章           |      |
| 1901年（明治34年）12月27日 |      | 勲一等旭日大綬章       |      |
| 1902年（明治35年）5月10日  |      | 明治三十三年従軍記章   |      |
| 1906年（明治39年）4月1日   |      | 功二級金鵄勲章         |      |
| 1906年（明治39年）4月1日   |      | 明治三十七八年従軍記章 |      |

外国勲章佩用允許
| 受章年                    | 国籍         | 略綬 | 勲章名               | 備考 |
| ------------------------- | ------------ | ---- | -------------------- | ---- |
| 1892年（明治25年）11月8日 | エジプト王国 |      | オスマニア第四等勲章 |      |
| 1906年（明治39年）4月2日  | 大韓帝国     |      | 勲一等太極章         |      |